# Noto (tipografia)

Noto é uma família tipográfica desenvolvida pela Google com o objetivo de criar uma harmonização visual para todas as linguagens do mundo, através da cobertura de todos os caracteres codificados sob o padrão Unicode em todas as línguas.

## Nome
O nome Noto deriva da proposta de “no more tofu”, ou seja, a eliminação total da imagem em forma de caixa vazia retangular, apelidada de tofu, exibida no lugar de caracteres ausentes 

## Licença
Noto foi lançada sob a licença Apache 2.0. A partir de 30/09/2015 passou a ser distribuída pela Open Font License 1.1 (OFL 1.1)